# Bembidion scudderi
Bembidion scudderi är en skalbaggsart som beskrevs av Leconte 1878. Bembidion scudderi ingår i släktet Bembidion och familjen jordlöpare. Inga underarter finns listade i Catalogue of Life.